# Solanum morellifolium
Solanum morellifolium là loài thực vật có hoa trong họ Cà. Loài này được Bohs miêu tả khoa học đầu tiên năm 1990.